# 条斑赤蜻
条斑赤蜻（学名：Sympetrum striolatum）是蜻蛉目蜻蜓科赤蜻屬中的一个种。它是一种在选择产卵水域时比较不挑剔的蜻蜓，它可以在温暖的浅水塘里，也可以在水潭里产卵。它的主要飞行时间是在七月至十月间。目前的保护状况是无危。
条斑赤蜻学名中的種加詞指的是它胸部的纹路。它主要分布在亚洲。

## 分布
条斑赤蜻的分布很广，其典型亚种在非洲北部、欧洲（不包括斯堪的纳维亚）以及小亚细亚和西亚出现。欧洲以地中海沿岸为主。 在蒙古和布里亞特有亚种出现，在中国东北地区、北朝鲜和俄罗斯的东部地区以及在千島群島上有亚种（条斑黄赤蜻）出现，此外在千岛群岛上还有当地特有種。亚种则是突厥斯坦的特有种。

## 特征

### 成虫

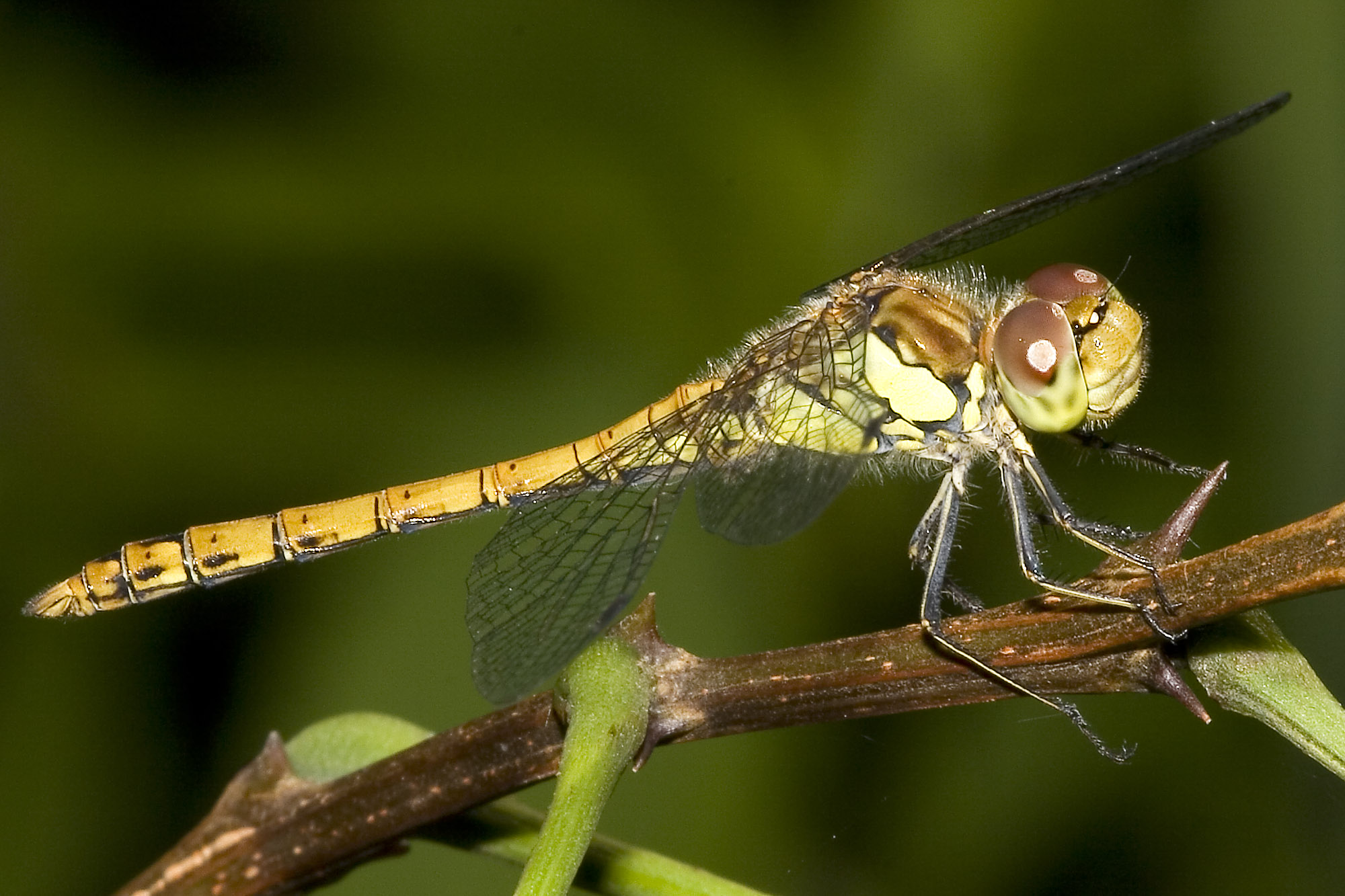
年轻的雌性成虫

雄性条斑赤蜻的腹部约26至29毫米长，雌性稍微小一点，约25至28毫米长。雌性翅膀在27至30毫米间长，翅膀连接躯干的部位宽2.9至3毫米。雄性则长27至29毫米，宽2.9至3.2毫米。
刚刚变态为成虫后条斑赤蜻还没有颜色上的两性异形，雄性和雌性的腹部此时均是浅绿色的。胸部前部是淡粉色的，侧部是黄色的，带有纤细的棕色条纹。额部为淡红黄色，复眼的上部为巧克力棕色，下部则黄绿色。两周后它们才完全变成红黄色。
随着时间成虫的颜色改变，两性之间也出现差异。雄性从中线向两侧变红，在胸部出现两条浅色的侧纹。通过这两条侧纹可以区分条斑赤蜻和其它同属的种。雌性的胸部颜色依然很淡，腹部只有在中线上可以看出红色。

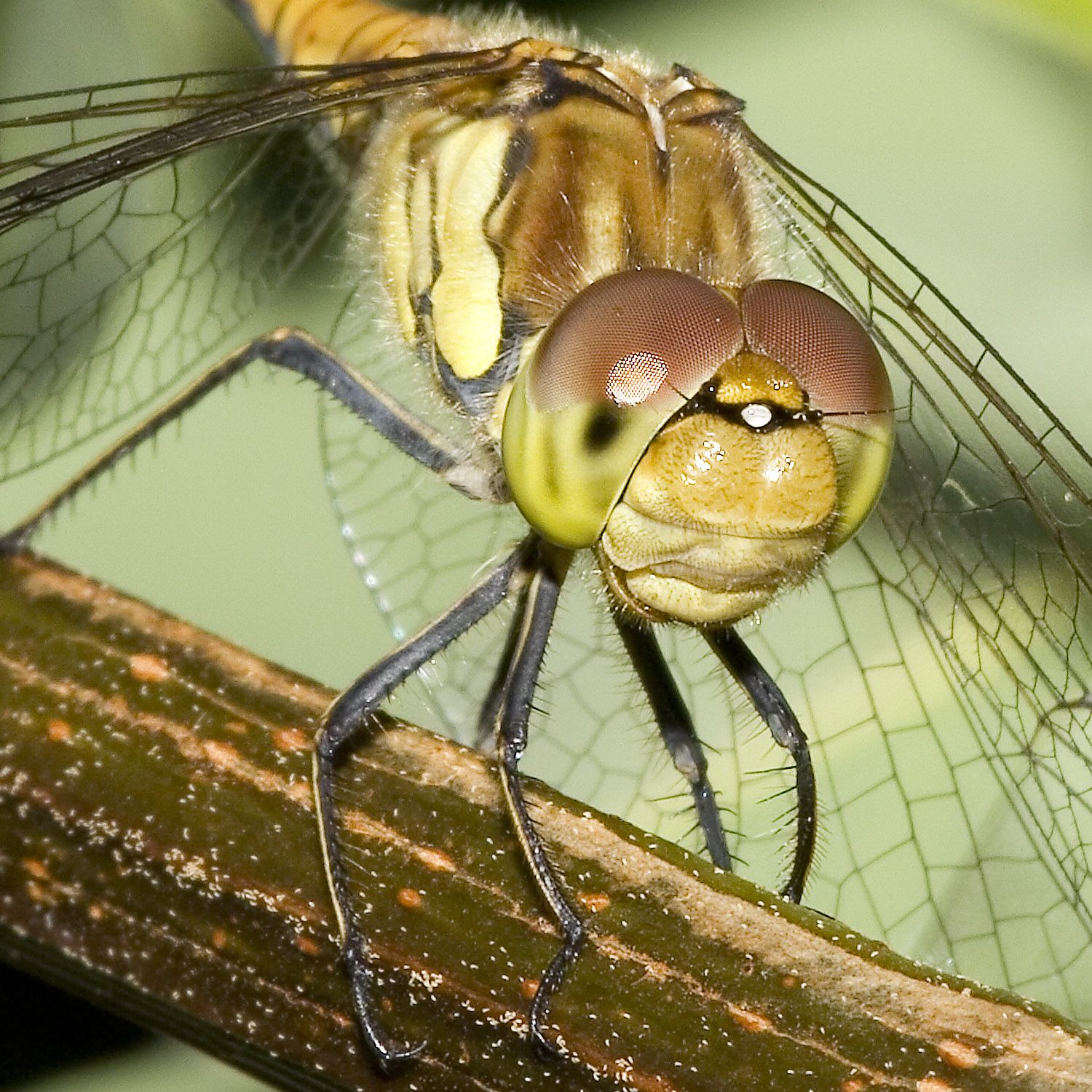
雌性头部细节

此外成虫的头部有黑色的条纹，这些条纹延伸到眼睛，而普通赤蜻的黑色条纹则转向眼睛的下方。条斑赤蜻的腿是黑色的，上面有红色或者黄色。

### 幼虫
条斑赤蜻的幼虫毛比较少，深棕色，它们可达7毫米宽，18毫米长，其中五角形的上部略凸出的头占约5.5毫米。头向头伸长，在五角形的顶点有数个淡色的点。头的前端有几乎半球状的大眼睛，单眼也很易见。触角有七节，前两节比较粗，后面的五节比较细。下巴逐渐变细，一直伸长到第一对足之间。触须呈三角形，强烈内凹。此外触须上还有11根触毛，不过个体之间触毛的数字可能有区别，下巴上有14根触毛。
幼虫最后时期在胸部的翅鞘已经有5毫米长了。前腿约10毫米长，中间的腿约11毫米长，最长的是后腿，达16毫米。在腹部第五至第八环的中部有小刺，前面的刺被翅鞘遮盖。在第八和第九环上侧面也有刺。第八环上的刺还比较短，但是第九环上的刺和最后的两环几乎一样长。身体后部的毛比较短。腹部的毛与第九和第十环一样长，而尾须则只有其四分之一长。

### 类似种

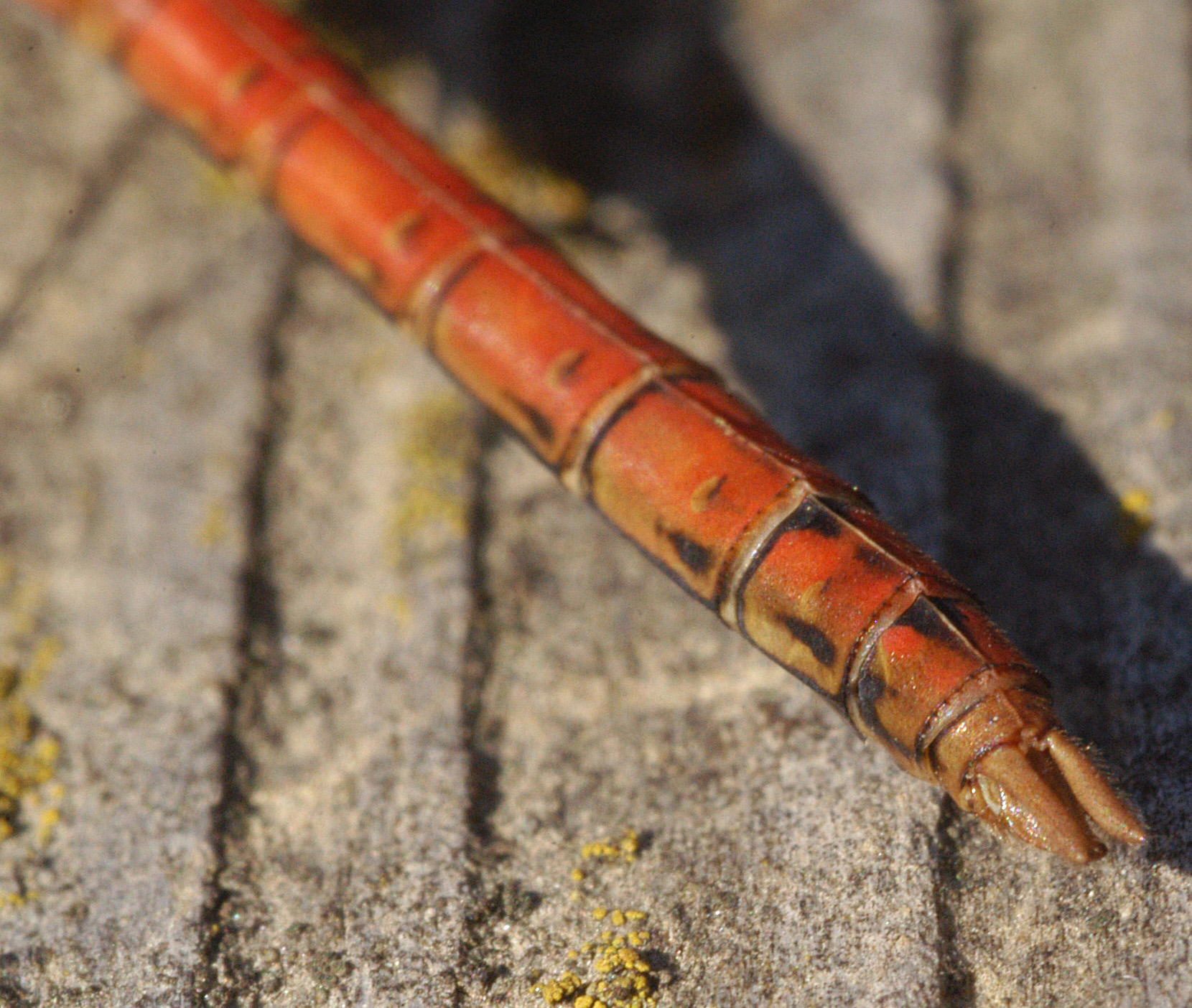
雄性的尾部几乎不变粗可以用来作为辨认的特征

由于许多赤蜻属的种很类似，因此要区别它们有时很困难。最容易与条斑赤蜻混淆的是普通赤蜻，尤其老年的条斑赤蜻颜色非常深，特别容易和普通赤蜻混淆，直到上世纪学术上还以为条斑赤蜻是未完全变色的普通赤蜻。两个种之间显著的区别在于条斑赤蜻脸上的黑纹在眼睛的地方就结束了。普通赤蜻胸部两侧的白纹没有条斑赤蜻那么明显。此外雄性条斑赤蜻尾部几乎不变粗，也是一个区分的特征。雌性条斑赤蜻的产卵管从腹部斜向下，而普通赤蜻的产卵管则与腹部呈直角。

## 生活环境
条斑赤蜻在选择生活的水域时不挑剔，最重要的是水温在摄氏16至21度之间。

### 幼虫生活环境
幼虫生活在不深地区水下的植物上，尤其喜欢狐尾藻和狸藻。假如水里没有许多鱼的话它们也会待在没有水藻的地方，在浅水中它们也生活在水底下。不论它们生活在水草里还是生活在水底上它们尽量寻找植物不过分密集，阳光充沛的地方。它们待的地方一般是静水，水面顶多由于风的作用而运动。它们待的水深主要由水温决定。假如水温条件好的话它们也可以生活在一米深的水里，但是一般它们不潜这么深。它们对水的酸度要求不高，不过比较喜欢营养丰富的水域。只有在值低于5的酸性水域里它们不能生活。假如水完全干枯的话它们无法生存。

### 成虫生活环境
变成成虫后条斑赤蜻的翅膀足够硬了就移居到离水域30至200米远的地方，来防止自己被经常在水域边上巡视的鸟吃。此后它们也可能飞到离水域数千米远的地方。它们主要生活在草地、林间空旷地和花园里。它们挑选满足幼虫生活需要的水域生殖。这样的水域的岸比较平缓，岸边的草不太茂密。成虫和幼虫一样喜欢待在阳光充沛的地方。

## 生活方式

### 物候
在中欧成虫飞行的时间最早为六月初，可以延续到11月初，在气候非常理想的年代里甚至到12月。孵化数量最高的时间是八月后半月。与其它蜻蜓相比条斑赤蜻的飞行时间相当场。在温暖的夏日它从早上八点钟就开始飞行了。交配一般在9点钟后，至14点钟结束。此时它们躲到水域比较有隐蔽的地方。在比较冷的秋日它们的飞行时间相应缩短。
除了使用阳光提高体温外条斑赤蜻还能够通过肌肉的运动来产生热量。在摄氏13度以下它能够通过翅膀颤动使得它能够在10度左右就起飞。没有这个功能的种要等到体温提高到14度后才能起飞。假如雌性条斑赤蜻的体温降低到12度以下的话其腹部的颜色会在10小时内转变深红色。假如温度升高它的腹部颜色又会在30至40分钟内变亮。这个颜色的转变可能能够帮助它调节体温。一般条斑赤蜻吃小型飞虫如蚊子或者虻，不过它们对食物不挑剔，吃所有它们能够抓住的东西。
和小斑蜻一样条斑赤蜻有时会成群，不过条斑赤蜻的群一般要小得多。在一般情况下条斑赤蜻的活动范围非常大，有观察记录其活动范围达约1300米的。
尾螨属的螨有时会寄生在条斑赤蜻上。它们待在翅膀的根部吸取血淋巴，最晚8月它们落下。

### 繁殖

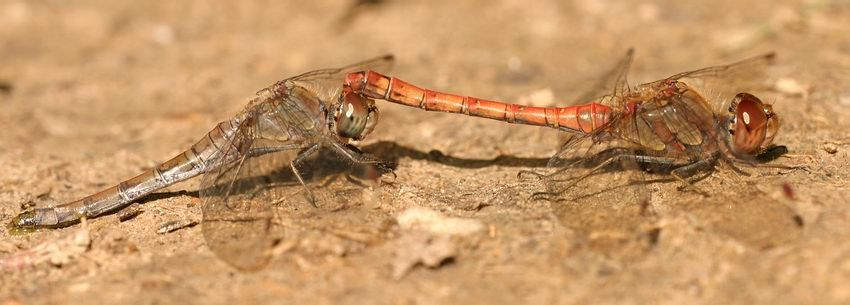
条斑赤蜻交配

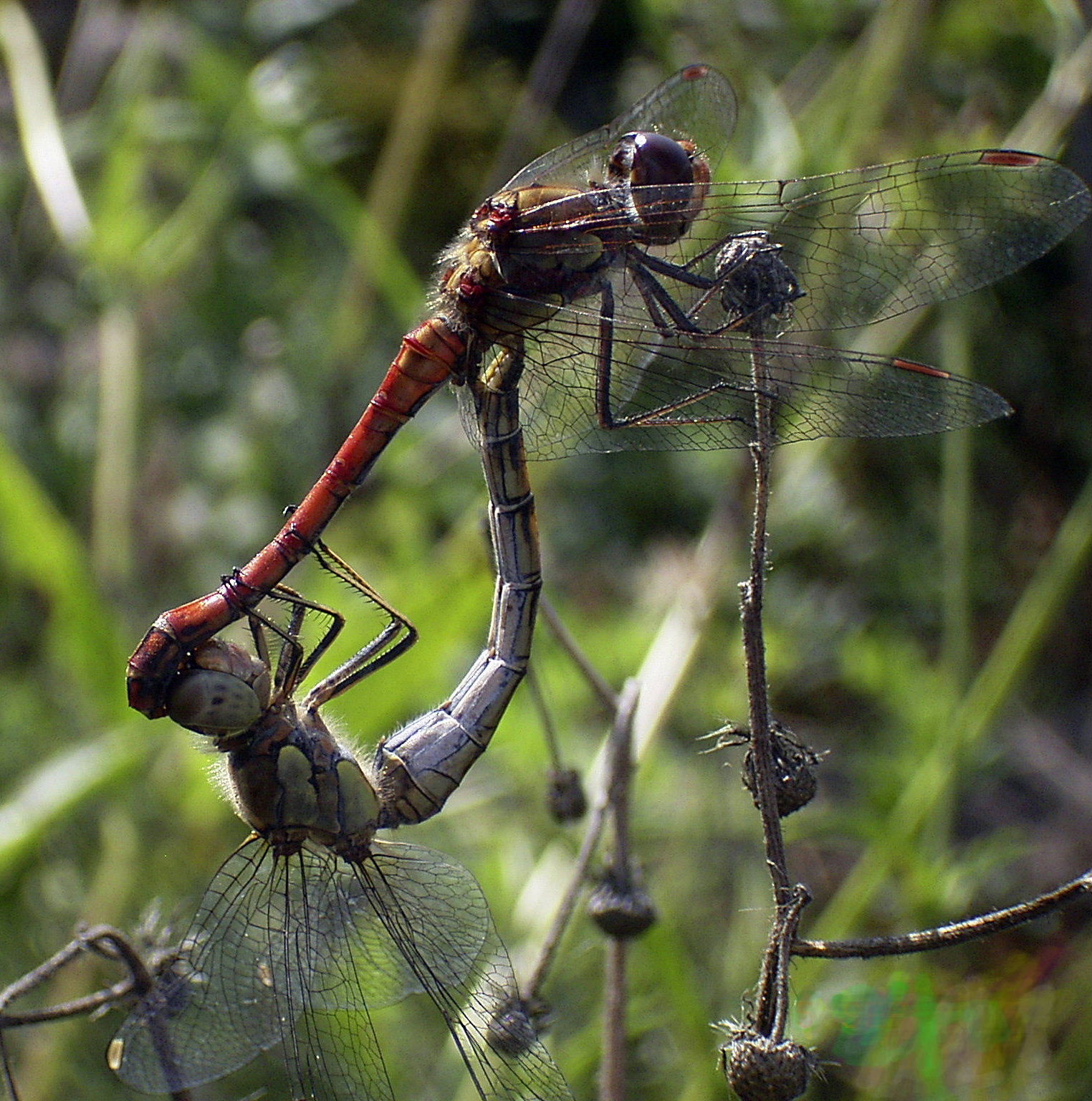
交配

要交配的雄虫待在约三至五米高的地方等待雌虫经过。一般雄虫之间保持至少十至15米的距离，不过它们没有固定的区域。交配时雄虫和雌虫组成联合，雄虫用尾部勾住雌虫的头。它们停落后雌虫弯过末端来接触雄虫腹部开始地方的性器官。因为有发现带有死去的雌虫的活雄虫以及其它观察说明雄虫无法自己脱离雌虫。一般雌虫抓住一根植物，而雄虫飞开，这样双方脱离。脱离后雌虫使用约20分钟的时间来产卵。一开始雄虫观察它。雌虫通过把腹部尖端没入水中来产卵。交配后双方可以重新交配，但是雌虫一般需要数天的时间重新生产可受精的卵。每次雌虫可以产数千卵，单个卵约0.3毫米宽，0.6毫米长。条斑赤蜻也往往与其它类似种的蜻蜓交配，但是交配后的卵不能受精。

### 胚胎發育
对胚胎的发展过程的知识还很少。它显示了一些对蜻蜓来说不典型的特征。比如在实验室里水温从设施16度提高到21度后其孵化过程大大减慢，但是水温提高到26度以上后又缩短。虽然如此26度以上的孵化速度依然比16度的慢。其它蜻蜓的发育速度始终是随温度升高而降低。但是在同样温度下卵发育的速度也差异很大，其差别可以在10至60天内。其中雌虫的年龄、光周期性、产卵的日期和温度均起作用。9月前产的卵很少休眠。这可能是由于条斑赤蜻本来生活在地中海沿岸的缘故。从9月末，尤其在10月里，不孵出来作为幼虫过冬的卵大量增加。这些越冬的卵一般需要80至184天的时间发育。虽然今天条斑赤蜻几乎总是在一直有水的水域里产卵，但是它们的卵也可以渡过一定时间的干旱。其原因可能也是因为条斑赤蜻原产地中海沿岸。

### 幼虫发育
在条件良好的情况下幼虫发展需要五至15个星期，一般它们需要蜕皮八至十次。第四次蜕皮后它们约三厘米长，翅鞘首次可见。同时蜕皮的间隔也变得有规律。此前蜕皮的间隔在42至12天之间，此后约在八天左右。在温暖的地区它们可以每年繁殖两代，在北方则也有每两年繁殖一代的情况。成虫时它们爬上露出水面的薹草，一般在水面上10至30厘米处蜕皮变化。

## 分类
条斑赤蜻属于爱德华·纽曼1833年确定的赤蜻属。在这个属内它与普通赤蜻的亲属关系最近。这个理论是通过酶分析被证实的。
条斑赤蜻有五个亚种：、和。

## 科学描述
1840年德国昆虫学家杜桑·冯·夏彭蒂尔（Toussaint von Charpentier）首次描写这个种。他当时使用了两个标本，一个雄性条斑赤蜻和一个来自葡萄牙的标本，但是他没有说明第二个标本的性别。原型标本今天位于巴黎法国国家自然历史博物馆。

## 脚注
1. ↑  Hunger, Holger et al.: 《Verbreitung und Phänologie der Libellen Baden-Württembergs (Odonata)》 in Libellula Supplement 7 [S.177], GdO, Börsen 2006
2. 1 2 3 4 5 6 7 8 9 10  Klaus Sternberg, Rainer Buchwald: 《Die Libellen Baden-Württembergs》. Bd 2. Großlibellen. Eugen Ulmer, Stuttgart 1999, 2000, ISBN 3-8001-3514-0
3. 1 2  Jill Silsby – Dragonflies of the World [S. 168], The National History Museum, 2001, ISBN 0-565-09165-4
4. ↑  Henrik Steinmann – World Catalogue of Odonata (Volume II Anisoptera) [S. 483], de Gruyter, 1997, ISBN 3-11-014934-6
5. ↑  Robert, Paul-A.: 《Die Libellen (Odonaten) – Autorisierte Übersetzung von Otto Paul Wenger》 [S.284ff], Kümmerly & Frey, Geographischer Verlag, Bern 1959
6. ↑  Lucas, William John.: 《The Aquatic (Naiad) Stage of the British Dragonflies (Paraneuroptera)》 [S.79ff], The Ray Society, London 1930
7. ↑  Heiko Bellmann: 《Libellen beobachten – bestimmen》 [232ff], Naturbuch Verlag Augsburg, 1993, ISBN 3-89440-107-9
8. ↑  Matthias Zimmermann,《Große Heidelibellel》[],www.natur-lexikon.com
9. 1 2  Robert, Paul-A.: Odonaten, Kümmerly & Frey, Geographischer Verlag, Bern 1959